# Ogólnokształcąca Szkoła Muzyczna I i II stopnia im. Feliksa Nowowiejskiego w Gdańsku
Ogólnokształcąca Szkoła Muzyczna I i II stopnia im. Feliksa Nowowiejskiego w Gdańsku – szkoła muzyczna w Gdańsku, realizująca dwa równoległe kierunki kształcenia: w przedmiotach ogólnokształcących oraz w przedmiotach muzycznych, z siedzibą na Starym Mieście przy ulicy Gnilnej 3.